# Tufo
Tufo är en ort och kommun i provinsen Avellino i regionen Kampanien i Italien. Kommunen hade 854 invånare (2017).